# 真空管試験機

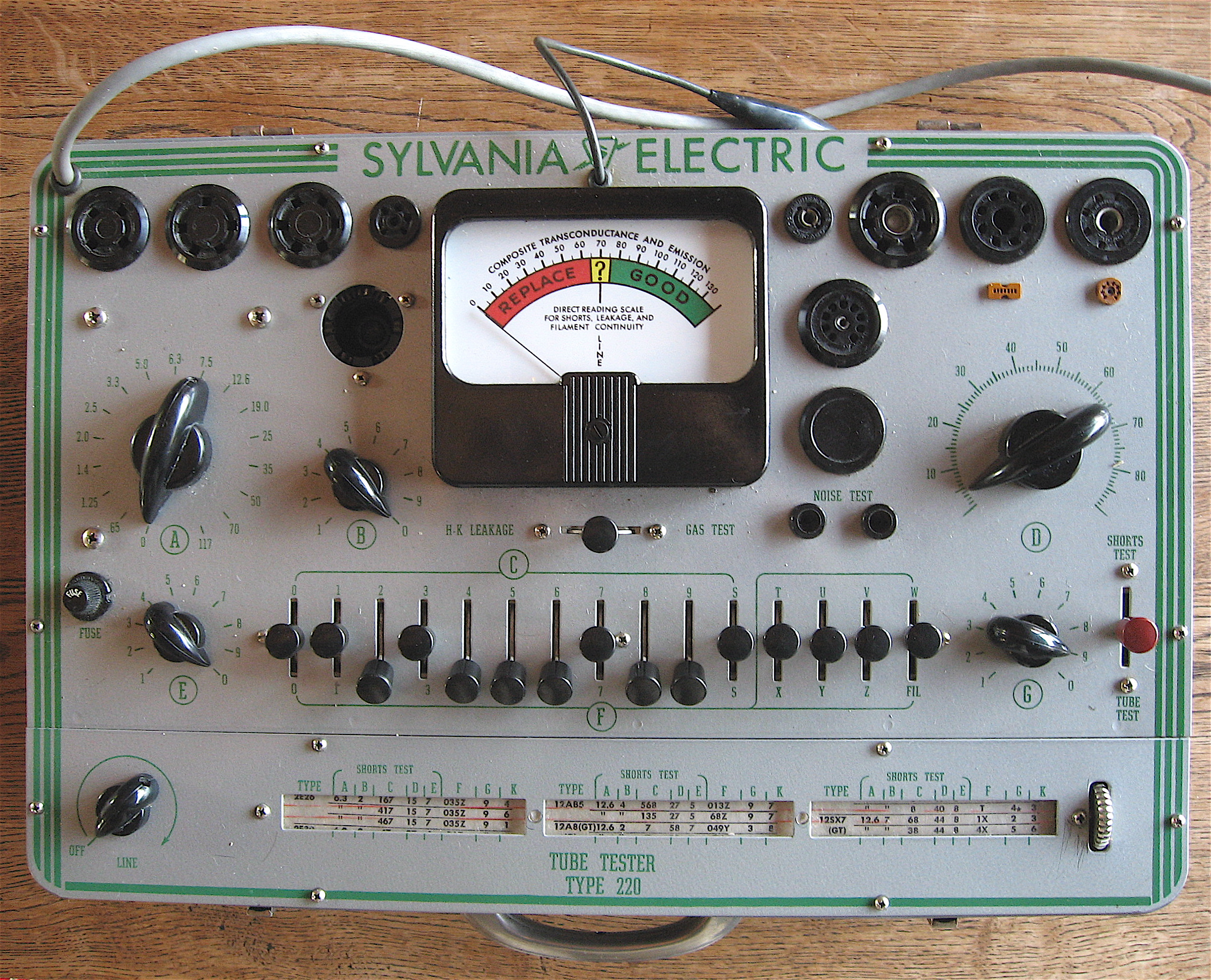
真空管用マルチメーター試験機（シルバニア電気製）

真空管試験機は、真空管(熱電子管) の特定の性能をテストするために設計された電子機器。時代の要請に応えて真空管とともに進化し、真空管時代の終焉とともにその進化は終わりを告げた。最初の真空管試験機は、第一次世界大戦の戦場で無線通信士が使用する特定の真空管用に設計されたシンプルなユニットで、通信機器の真空管を簡単にテストできるように設計・製作されていた。

## 真空管試験機の種類

### 最新の試験機
最新の試験機は、以下の多数のテストを完全に自動的に実行する。最新の試験機の例には、 Amplitrex AT1000 、 Space-Tech Lab EasyTubeTester 、Maxi test によるMaxi プリアンプ 試験機とmaxi-matcher (パワー真空管のみ)、および Orange Amplification の DIVO VT1000が含まれる。 AT1000、EasyTubeTester、および Maxi-test ブランドの試験機は、最大電圧またはほぼ最大電圧での相互コンダクタンス/Gm およびエミッション/iP の正確な測定を提供するが、Orange 試験機は非常に単純な数値品質スケールを提供する。 EasyTubeTester には、クイック真空管マッチング +/- パーセンテージ表示という独自の機能がある。

### フィラメント導通試験機
最も単純な試験機はフィラメント導通試験機で、通常はフィラメント/ヒーターと直列に接続されたネオンランプと、主電源から直接供給される電流制限抵抗を備えている。したがって、テスト中の特定の真空管に適切なフィラメント電圧を選択する必要はないが、この装置は、他の (より可能性の高い) 方法で故障している可能性のある真空管を特定したり、摩耗の程度を示したりすることはない。安価なマルチメーターの抵抗テストでも同じチェックを行うことができる。

### 真空管チェッカー
真空管チェッカーは、すべての真空管試験機の中で、フィラメントの導通テストに次いで 2番目に単純である。真空管は低電力整流器として使用され、フィラメント接続以外のすべての要素がアノードとして一緒に接続され、通常の放射の一部で使用される。誤ってエミッション試験機と呼ばれることもある。これは、直接加熱タイプでのエミッションの大まかな測定値であるためである。ただし、間接加熱タイプでの不要なヒーター - カソード リークの測定値である。スイッチで正しいフィラメント電圧とピンを選択する必要がある。

### エミッション試験機
次に複雑なのはエミッション試験機で、基本的にカソードをグランドに慎重に接続し、すべてのグリッドとプレートをB +電圧に接続し、フィラメントに正しい電圧を供給し、プレートのいずれかと直列に電流計を接続することにより、真空管をダイオードとして扱う原理である。またはカソード。これは、通常、可変負荷抵抗器によって制御できる特定のプレート電圧に対して、カソードが放出できる電流であるエミッションを効果的に測定する。スイッチは、正しいフィラメント電圧と、フィラメントとカソードに属するピンを選択する必要がある。
古い試験機は、電流計がプレートと直列に接続されている場合はプレート コンダクタンス、電流計がカソードと直列に接続されている場合はカソード コンダクタンスと呼ぶことがある。
エミッション試験機の問題点は次のとおりである。
- 相互コンダクタンスなど、真空管の重要な特性を測定できない。
- 実際の負荷、電圧、電流でテストを実行しない。
- 真空管を静的な条件下でテストするが、これは真空管が実際の電子機器で動作する動的な条件にはほど遠いものである。
- グリッド付きの真空管は、通常の状態ではグリッドによって隠されているカソードのホットスポットのために、実際のエミッションを示さない場合がある。
- グリッドはある程度順方向にバイアスされる - 一部の微調整グリッド ワイヤは、これに耐える能力が制限されている。
- 「100%」と見なすべき電流量は、管の種類ごとに把握して文書化する必要があるが、エミッションテスト回路の詳細によって異なるので、煩雑である。

エミッション試験機の利点は、すべてのタイプの真空管試験機の中で、真空管の摩耗について最も信頼できる警告を提供する点である。エミッションが 70% の場合、トランスコンダクタンスは 90% のままで、ゲインは 100% になる。ドイツ軍が使用した最高かつ最も人気のあるバージョンは、Funke W19 であった。
エミッション試験機の欠点は、真空管の他の特性を無視するため、良品を不良と判断したり、その逆に劣化した真空管を良品判定する場合があることである。低エミッションの真空管は、ほとんどの回路で問題なく機能し、測定値が指定よりもはるかに低い場合やショートを示している場合を除き、その表示だけで交換する必要はない。
エミッション試験機のバリエーションとして、動的コンダクタンス試験機がある。これは、オハイオ州デイトンの Jackson Electrical Company によって開発された試験機である。他の方式の試験機との主な違いは、グリッドとプレートに直接電流を印加する代わりに「比例AC電圧」を使用することである。

### 短絡試験
通常、エミッション試験機には、導通試験機の単なるバリエーションである、ネオンランプを使用して異なる電極ペア間に短絡があるかどうかを識別する短絡試験もある。

### パラメトリック試験機
このタイプの試験機は、テスト対象の真空管に DC 電圧を印加し、データシートの値を実際の条件下で検証する。一部のパラメトリック 試験機は、テスト対象の真空管に AC 電圧を印加し、DC 動作をシミュレートする条件下で検証する。例には、Funke W20 および Neuberger RPG375 とともに、真空管 試験機のAVOラインが含まれる。

### 相互コンダクタンス試験機
相互コンダクタンス 試験機は、制御グリッドにバイアスと AC 電圧を印加し、プレートとスクリーン グリッドで正しい DC 電圧を維持しながら、プレートで得られた電流を測定することにより、真空管を動的にテストする。このセットアップは、真空管のトランスコンダクタンスを測定し、マイクロモーで示される。

### オシロスコープ用真空管動作特性曲線トレース・プラグイン
真空管の特性曲線の完全なセット、および後に半導体デバイスの特性曲線は、プラグイン アダプターまたは専用のカーブ トレーサーを使用してオシロスコープ画面に表示できる。例として、Tektronix 570 がある。

## セルフサービス 真空管 試験機

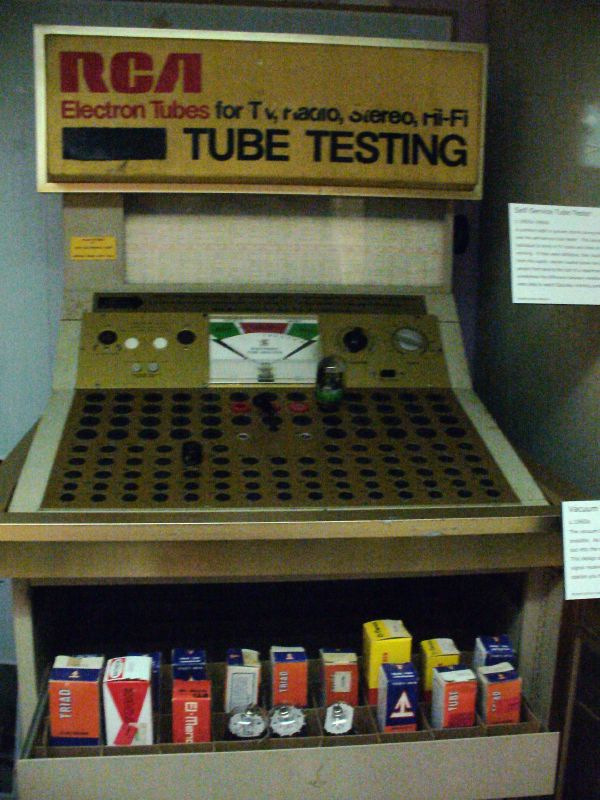
オクラホマ歴史センターに展示されている RCA セルフサービス 真空管 試験機。

1920年代後半から 1970年代前半にかけて、米国の多くのデパート、ドラッグ ストア、食料品店には、セルフサービスの真空管自動販売機のディスプレイがあった。それは通常、ロックされた真空管のキャビネットの上に真空管試験機と、説明のフリップチャートで構成されていた。ラジオやテレビなどの故障した機器から真空管を取り外し、店に持って行き、真空管の型番とフリップチャートで調べて指示に従い、すべてをテストする。真空管に欠陥がある場合、店員はキャビネットから交換品を販売する。
当時の民生用機器は、テレビのブラウン管を除いて、管がソケットに差し込まれ、簡単に交換できた。機器には通常、各真空管を交換する場所を示す図が付いた取り外し可能な背面があった。真空管ソケットは数種類しかなかった。ラジオやテレビには同じソケットが複数あるため、2つの異なるソケット間で、機能は異なるが基部が似ている真空管を誤って交換することがよくあった。テストですべての真空管が機能していることが示された場合、次のステップは修理工場であった。トランジスタ化されたデバイスが市場を席巻すると、食料品店の真空管試験機は姿を消した。

## 参照
- トランジスター・テスター
- 真空管ソケット
- ボギー値